# Pont de Vernaison
Le pont de Vernaison est un pont suspendu qui enjambe le Rhône entre les communes de Vernaison et de Solaize, en France.

## Histoire

### Le premier pont (1902-1940)
Dès 1870, le projet de construction d’un pont sur le Rhône au sud de Lyon afin de relier les rives du fleuve est évoqué. Le choix de l’emplacement reste à déterminer : soit entre Irigny et Feyzin, soit entre Vernaison et Solaize. Vers 1873, pour traverser le Rhône entre Vernaison et Solaize, il faut emprunter un bac à traille, seul moyen alors d’atteindre la rive opposée, et c’est cet emplacement qui est choisi par les Conseils généraux du Rhône et de l'Isère (la commune de Solaize étant rattachée au département de l’Isère jusqu’en 1967). En 1884, le projet de pont n’est toujours pas abouti, il faut attendre le mois de novembre de cette même année, où la commune de Vernaison adresse une demande de pont au préfet du Rhône, qui est validée. En 1897, la société lyonnaise A. Teste fils, Pichat, Moret et Compagnie, qui a exécuté le pont suspendu de La Balme, produit des plans du futur pont. Le type de pont adopté est proche de celui de La Voulte-sur-Rhône dans l’Ardèche qui a été réalisé par l’ingénieur français Ferdinand Arnodin entre 1889 et 1891. Les travaux commencent en 1900 et le pont est inauguré le 31 mars 1902. Le pont relie donc Vernaison à l'Île de la Table Ronde (qui appartient à la commune de Solaize) et est établi à quelques dizaines de mètres en amont de l'ancienne traille assurant la traversée du Rhône. Dès 1918, les départements du Rhône et de l'Isère souhaitent racheter le péage du pont, ce qui ne sera effectif qu’en 1934. Pendant la Seconde Guerre mondiale, en juin 1940, le Génie français dynamite le pont afin de ralentir la progression de l’armée allemande, le bac à traille est alors remis en service.
Œuvre majeure d'ingénierie en Europe pour l'époque, il était composé de trois travées dont les longueurs étaient de 232 mètres pour la travée principale, 52,50 mètres pour la travée de rive droite et 42,40 mètres pour la travée de rive gauche, pour une largeur de 5 mètres et une longueur totale de 390 mètres. Deux poutres solidarisaient l'ensemble du tablier en treillis métallique, formant un parapet de 1,25 mètre de haut et pour une  largeur de 5,12 mètres entre les garde-corps en métal. La chaussée était unique, sans doute à double sens, et vraisemblablement à platelage en bois. Les fondations en béton des deux pylônes ont été coulées par air comprimé, puis elles ont été recouvertes de pierres de taille. Elles soutiennent le tablier à l'aide de câbles porteurs (suspension métallique de type mixte offrant suspentes et haubans en éventail).

### Le nouveau pont (1959 à aujourd'hui)
En 1950, la pile de rive gauche restante de l'ancien pont est démolie. Un dossier de reconstruction est établi l'année suivante. Le projet technique est approuvé par décision ministérielle du 11 septembre 1951. Les travaux de construction du pont actuel ont débuté en 1955, et il fut inauguré le 17 octobre 1959. Les essais du pont ont eu lieu le 6 septembre 1959 : 14 camions totalisant 280 tonnes de charge ont circulé sur le tablier du pont. Il est ainsi ouvert à la circulation le 10 septembre 1959, quatre jours après les essais de charge concluant. 
Le pont est constitué de trois travées, comme son prédécesseur : la travée centrale, franchissant le fleuve, offre une portée de 231,40 mètres. Le tablier possède une ossature métallique avec une dalle de couverture en béton de 7,50 mètres de large, qui porte une chaussée de 5,50 mètres à double sens de circulation et deux trottoirs. Les poutres longitudinales extérieures du tablier forment parapets pleins. Les deux pylônes en béton de 39 mètres de haut dont les bases sont maçonnées, sur lesquels s'appuie le tablier, portent la suspension métallique. Les culées et massifs d'ancrage sont également en béton. Le tablier est accroché à 14 câbles de 375 mètres et 182 tonnes.
Il porte la route départementale 36 qui permet de relier la route départementale 315 à l’échangeur de l'autoroute A7. Il permet le franchissement du "vieux" Rhône qui n’est pas destiné à recevoir la navigation contrairement au Rhône canalisé du côté de Solaize. 
Le pont ne dispose pas d’aménagements tels que des bandes cyclables permettant la traversée dans des conditions satisfaisantes de sécurité et de confort les piétons et les cyclistes.

#### Dégradation et restrictions
En 2018, l'état dégradé du pont le classe parmi les ouvrages « préoccupants ». En 2019, il est équipé de capteurs de surveillance et en 2020, il est interdit aux poids lourds,. A l'été 2021, la circulation passe temporairement à sens unique pour ralentir l'usure de l'ouvrage et éviter sa fermeture définitive,,.
La construction d'un pont temporaire « de secours » est envisagée pour l'été 2023. Celle d'un nouveau pont pérenne est à l'étude.